# Imbi Hoop
Imbi Hoop (* 15. Dezember 1988 in Saverna) ist eine ehemalige estnische Fußballnationalspielerin.
Hoop debütierte 2010 im Women Baltic Cup gegen die Auswahl Lettlands. Die Estinnen siegten dabei 7:1. Auf Vereinsebene spielte sie beim JK Tammeka Tartu.